# Нагоя Грампус
„Нагоя Грампус“ (Nagoya Guranpasu) е футболен клуб от гр. Нагоя, Япония.
Основан като заводски тим на концерна „Тойота“ до създаването на Джей лигата „Тойота Моторс“ има успехи само във Втора дивизия. Идването на Арсен Венгер през 1995 г. и наличието на звезди като Гари Линекер и Драган Стойкович обаче променят нещата и тогавашният „Нагоя Грампус Ейт“ печели първата от общо двете си Купи на императора.
Името на тима идва от вида делфини, който е символ на клуба и присъства в клубната емблема.

## Отличия
- Шампион на Япония: 1988
- Купа на Императора: 1995, 1999 г.
- Суперкупа: 1996 г.

## Известни бивши играчи
- Абреу (Бразилия)
- Валдо (Бразилия)
- Гари Линекер (Англия)
- Драган Стойкович (Сърбия)
- Фроде Йонсен (Норвегия)

## Известни треньори
- Арсен Венгер (Франция) 1995/96
- Карлос Кейрош (Португалия) 1996/97
- Жоао Карлос (Бразилия) 1999/2001
- Драган Стойкович (Сърбия) 2008